# フレネル回折
フレネル回折 (―かいせつ、Fresnel diffraction) とは、オーギュスタン・ジャン・フレネルの提唱した計算法により導出できる回折現象のことである。

## 定義
回折はホイヘンス＝フレネルの原理によって球面波の包絡線の一部であるとされてきた。しかし、この原理だけでは回折する光の強度分布を導出することができない。フレネルは回折を干渉の一部と考えることにより計算が可能であることを示した。
光の平面波が開口関数 (開口部を 1, 遮蔽部を 0 とした関数) f(x,y) の開口部を通って、距離 R だけ離れたスクリーンに照射されるとき、スクリーンにおける振幅分布 u(x′,y′) は開口部を通る光波の積分で表される。すなわち、
{\displaystyle u(x',y')={\frac {A}{i\lambda }}\iint {\frac {f(x,y)}{R}}\exp \left(ik{\sqrt {R^{2}+(x-x')^{2}+(y-y')^{2}}}\right)~\mathrm {d} x\,\mathrm {d} y}
| f(x,y) | : | 開口関数                                                   |
| A      | : | 振幅                                                       |
| i      | : | 虚数単位                                                   |
| k      | : | 波数 (伝播定数)                                            |
| R      | : | 開口部からスクリーンまでの距離 {\displaystyle (R\simeq r)} |
| λ      | : | 波長                                                       |
| x, y   | : | 開口面の座標                                               |
| x′, y′ | : | スクリーンの座標                                           |

となる。フレネル回折は開口部の大きさがスクリーンまでの距離に対して十分小さいときのものを指す。具体的には、
{\displaystyle R^{3}\gg {\frac {1}{8\lambda }}\left[(x-x')^{2}+(y-y')^{2}\right]^{2}}
であるときをさす。このとき、スクリーンにおける振幅分布 u(x′,y′) は最初に出た式を用いて、

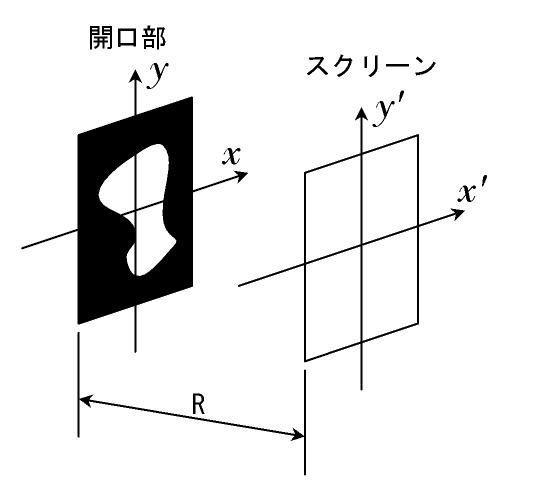

{\displaystyle u(x',y')={\frac {A}{i\lambda R}}\exp(ikR)\iint f(x,y)\exp \left(ik{\frac {(x-x')^{2}+(y-y')^{2}}{2R}}\right)~\mathrm {d} x\,\mathrm {d} y}
と表される。これがフレネル回折の式となる。

## 補足
フラウンホーファー回折はさらに近似をしたものである。よって、フラウンホーファー回折が生じる条件はフレネル回折より厳しいものである。